# 이시다씨
이시다 씨(일본어: 石田氏 이시다시[*])는 일본의 씨족이다. 아즈치·모모야마 시대에 오미국의 토호에서 출세하여 도요토미 정권의 오봉행 중 하나를 지낸 이시다 미쓰나리의 일족으로 알려져 있다.
북면무사 쓰케노씨의 일족 이시다 다메히사의 후예라고도 하고, 혹은 교고쿠씨에게 속한 장원을 대관하는 토호였다는 등의 출자에 관한 설이 있다.
이시다 마사쓰구의 아들 미쓰나리가 하시바 히데요시의 눈에 들어 가신이 된다. 히데요시가 천하를 통일한 뒤 오미국 사와산성에 석고 19만석의 영주로 봉해진다. 미츠나리는 회계 및 사무 재능이 뛰어나 도요토미 정권의 오봉행 중 1인에 이르지만 가토 기요마사, 후쿠시마 마사노리 등 무단파와 대립했다. 히데요시 사후인 게이초 5년(서기 1600년) 미츠나리는 오대로 중 한 명으로 대권을 넘보던 도쿠가와 이에야스에 대항하여 거병, 모리 데루모토와 우키타 히데이에를 바지사장으로 옹립하고 세키가하라 전투에서 서군의 사실상 대장이 되어 싸운다. 그러나 전투에 패배, 미츠나리는 처형된다. 세키가하라 전투 때 미츠나리의 아버지 마사쓰구, 형 마사즈미는 사와 산성을 수성했으나 동군의 공격을 받아 함락되고 마사쓰구, 마사즈미는 미츠나리의 장인 우다 요리타다, 미츠나리의 처남 우다 요리시게와 함께 자살했다.
미츠나리는 슬하에 3남 3녀 또는 2남 5녀가 있었다고 한다. 세키가하라 전투 이후 장남 시게이에는 출가하고, 차남 시게나리는 쓰가루씨에 사관하여 그 자손은 스기야마씨를 자칭하고 쓰가루 씨의 가신으로 존속한다. 딸 다쓰히메는 히로사키번 2대 번주 쓰가루 노부히라에게 시집가서 3대 번주 노부요시를 낳았다. 또 딸 나니호우(某)가 가모 가신 岡重政에게 시집갔는데 그 손녀가 에도 막부 제3대 쇼군 도쿠가와 이에미쓰의 측실 지쇼우인이라는 설이 있다.
그 외에도 서자의 자손을 자칭하는 집안 등까지 모두 합치면 미츠나리의 자손을 자처하는 집안들이 도호쿠 지방을 중심으로 각지에 분포한다.